# Laskowice (gromada w powiecie świeckim)
Laskowice – dawna gromada, czyli najmniejsza jednostka podziału terytorialnego Polskiej Rzeczypospolitej Ludowej w latach 1954–1972.
Gromady, z gromadzkimi radami narodowymi (GRN) jako organami władzy najniższego stopnia na wsi, funkcjonowały od reformy reorganizującej administrację wiejską przeprowadzonej jesienią 1954 do momentu ich zniesienia z dniem 1 stycznia 1973, tym samym wypierając organizację gminną w latach 1954–1972.
Gromadę Laskowice z siedzibą GRN w Laskowicach utworzono – jako jedną z 8759 gromad na obszarze Polski – w powiecie świeckim w woj. bydgoskim, na mocy uchwały nr 24/12 WRN w Bydgoszczy z dnia 5 października 1954. W skład jednostki weszły obszary dotychczasowych gromad Laskowice, Buczek, Nowe Krąplewice, Osłowo i Skrzynki ze zniesionej gminy Jeżewo oraz wieś Belno z dotychczasowej gromady Sulnówko ze zniesionej gminy Świecie w tymże powiecie. Dla gromady ustalono 25 członków gromadzkiej rady narodowej.
1 stycznia 1972 gromadę Laskowice połączono z gromadą Jeżewo, tworząc z ich obszarów gromadę Jeżewo z siedzibą Gromadzkiej Rady Narodowej w Jeżewie w tymże powiecie (de facto gromadę Laskowice zniesiono, włączając jej obszar do gromady Jeżewo).